# Senat Koschnick I
Der Senat Koschnick I amtierte vom 28. November 1967 bis 15. Dezember 1971 als Bremer Landesregierung.
| Amt                                                                                                | Name                                          |  |     |
| -------------------------------------------------------------------------------------------------- | --------------------------------------------- |  | --- |
| Präsident des Senats und Bürgermeister                                                             | Hans Koschnick                                |  | SPD |
| Stellvertreterin des Präsidenten des Senats und Bürgermeisterin Senatorin für Wohlfahrt und Jugend | Annemarie Mevissen                            |  | SPD |
| Senator für Arbeit Senator für das Gesundheitswesen                                                | Karl Weßling (verstorben am 18. August 1968)  |  | SPD |
| Senator für Arbeit Senator für das Gesundheitswesen                                                | Karl-Heinz Jantzen (ab 16. Oktober 1968)      |  | SPD |
| Senator für das Bauwesen                                                                           | Wilhelm Blase (bis 31. Juli 1969)             |  | SPD |
| Senator für das Bauwesen                                                                           | Franz Löbert (1. August bis 1. Dezember 1969) |  | SPD |
| Senator für das Bauwesen                                                                           | Hans Stefan Seifriz (ab 3. Dezember 1969)     |  | SPD |
| Senator für das Bildungswesen                                                                      | Moritz Thape                                  |  | SPD |
| Senator für die Finanzen                                                                           | Rolf Speckmann (bis 1. Juni 1971)             |  | FDP |
| Senator für die Finanzen                                                                           | Oskar Schulz (ab 1. Juni 1971)                |  | SPD |
| Senator für Häfen, Schiffahrt und Verkehr                                                          | Georg Borttscheller (bis 1. Juni 1971)        |  | FDP |
| Senator für Häfen, Schiffahrt und Verkehr                                                          | Hans Koschnick (ab 1. Juni 1971)              |  | SPD |
| Senator für Inneres                                                                                | Franz Löbert                                  |  | SPD |
| Senator für Justiz und Verfassung Senator für kirchliche Angelegenheiten                           | Ulrich Graf (bis 1. Juni 1971)                |  | FDP |
| Senator für Justiz und Verfassung Senator für kirchliche Angelegenheiten                           | Hans Stefan Seifriz (ab 1. Juni 1971)         |  | SPD |
| Senator für Wirtschaft und Außenhandel                                                             | Karl Eggers (bis 30. September 1970)          |  | SPD |
| Senator für Wirtschaft und Außenhandel                                                             | Oskar Schulz (ab 21. Oktober 1970)            |  | SPD |